# Pseudhemithea detrita
Pseudhemithea detrita är en fjärilsart som beskrevs av Max Joseph Bastelberger 1909. Pseudhemithea detrita ingår i släktet Pseudhemithea och familjen mätare. Inga underarter finns listade i Catalogue of Life.